# 小叶琴丝竹
小叶琴丝竹（学名：Bambusa multiplex var. multiplex cv. Stripestem Fernleaf）为蓬萊竹下的一个變種。

## 扩展阅读
維基物種上的相關：小叶琴丝竹